# پرواز (آلبوم)
پرواز نام یک آلبوم موسیقی اثر معین، هنرمند ایرانی است که در سبک پاپ تهیه شده و دارای ۸ آهنگ است. و در سال ۱۳۷۹ به بازار آمد.

## فهرست آهنگ‌ها
| آلبوم پرواز، شرکت کلتکس ریکوردز، ۱۳۷۹ |               |             |                |
| آهنگ                                  | ترانه‌سرا      | آهنگساز     | تنظیم          |
| بهانه                                 | مریم قاضی     | کاظم عالمی  | کاظم عالمی     |
| اما نمی‌شه                             | بابک رادمنش   | بابک رادمنش | منوچهر چشم آذر |
| این چه عشقی است.                      | فروغ فرّخزاد   | کاظم عالمی  | کاظم عالمی     |
| زندگی با تو                           | هما میر افشار | توحید عظیمی | شوبرت آواکیان  |
| رویا                                  | ژاکلین ویگن   | کاظم عالمی  | کاظم عالمی     |
| تو خوبی                               | بابک رادمنش   | بابک رادمنش | منوچهر چشم آذر |
| ستاره                                 | ژاکلین ویگن   | کاظم عالمی  | کاظم عالمی     |
| الههُ ناز                              | کریم فَکور     | اکبر محسنی  | کاظم عالمی     |